# Jonathan McIntosh
Pour les articles homonymes, voir McIntosh.
Jonathan McIntosh est un producteur, écrivain et critique culturel américain.
Il est le créateur de la série vidéo Pop Culture Detective Agency sur YouTube, qui examine les intersections de la politique, de la masculinité et du divertissement. Il a également été producteur et co-auteur de la série de vidéos YouTube Tropes vs. Women in Video Games.

## Remixage audiovisuel
McIntosh produit des vidéos mashup au début de sa carrière audiovisuelle. Partisan de la Culture remix (qui permet et encourage les œuvres dérivées travaillées à partir d’œuvres existantes), il a abordé de nombreuses fois ce sujet et la façon dont les médias produits de cette manière peuvent être des outils particulièrement puissants pour commenter des problèmes politiques et sociaux.
Lawrence Lessig, militant politique et universitaire américain, cite le travail de McIntosh parmi ses favoris dans son livre Remix (en) pour sa capacité à délivrer « un message plus puissant que tout travail original à lui seul ».
En 2012, McIntosh plaide devant le United States Copyright Office en faveur de dérogations à la Digital Millennium Copyright Act, une loi visant à criminaliser la production et la diffusion non autorisées de technologies, dispositifs ou services relatifs aux œuvres protégées par le droit d'auteur. Sa vidéo de 2009, Buffy vs Edward: Twilight Remixed — une vidéo mashup de grande envergure nommée aux Webby Awards — a été citée en exemple dans la discussion sur le droit d'auteur. La réglementation finale prévoyait une exemption pour « les films cinématographiques (y compris les émissions de télévision et les vidéos), tels que définis dans le 17 USC 101, lorsque le contournement est effectué uniquement dans le but d'utiliser des parties courtes du film cinématographique à des fins de critique ou de commentaire dans des cas limités ». Buffy vs Edward: Twilight Remixed est spécifiquement soulignée dans le processus de réglementation.

## Principales Web séries

### Tropes vs. Women in Video Games
De 2013 à 2015, McIntosh a travaillé en tant que producteur et co-scénariste sur la série de vidéos YouTube créée par Anita Sarkeesian, Tropes vs. Women in Video Games. La Web série, financée par Kickstarter, examine les différences de genre dans les jeux vidéo.
La série, diffusée sur la chaîne FeministFrequency entre mars 2013 et avril 2017, comporte dix-huit épisodes. Elle a attiré l'attention du public lorsque sa campagne de financement participatif a déclenché une vague de harcèlement sexiste contre Sarkeesian,. La série a reçu un accueil essentiellement positif,,. Certains critiques ont néanmoins observé que les sévices infligés à Sarkeesian rendaient plus difficile la prise en compte des critiques légitimes sur la série.

### Pop Culture Detective Agency
En 2016, McIntosh lance la Pop Culture Detective Agency, une série Web financée par Patreon, qui examine les intersections de la politique, de la masculinité et du divertissement. Les essais vidéo de longue durée examinent différents sujets relevant de ces thèmes. Un épisode explore le concept de masculinité toxique à travers la culture pop américaine.
D'autres épisodes sont consacrés à l'examen de points spécifiques de la culture pop, tels que les programmes télévisés Steven Universe et The Big Bang Theory, et des séries de films comme Les Animaux fantastiques et Star Wars. Dans certaines vidéos produites, comme Born Sexy Yesterday, McIntosh tente d’expliquer comment des personnages fictifs montrent la peur des hommes envers les femmes expérimentées.

## Écriture
En 2014, McIntosh écrit le texte d'opinion Playing with privilege: the invisible benefits of gaming while male (« Jouer avec privilège : les avantages invisibles du jeu chez les hommes »),, qui traite de la controverse du Gamergate, suscitant de plus en plus l'attention des médias et du discours public. Dans l'article, il cherche à résoudre les problèmes sous-jacents qui contribuent au sexisme dans le milieu du jeu vidéo, en examinant les privilèges inhérents dont bénéficient les joueurs masculins. S'inspirant de la célèbre liste Daily Effects of White Privilege de Peggy McIntosh, il répertorie 25 effets quotidiens du privilège de jeu masculin. Ceux-ci incluent des privilèges tels que « Il ne me sera jamais demandé, ou ne sera jamais attendu de moi, que je parle au nom de tous les autres joueurs de mon genre ».